# Alphonse d'Ornano
Pour les articles homonymes, voir d'Ornano.
Alphonse (Alfonso Gieronimo) d'Ornano, né en 1548 à Bastelica en Corse-du-Sud et mort le 21 janvier 1610  à Paris, est un maréchal de France qui s’est distingué notamment durant les guerres de religion. Il était le fils de Sampiero da Bastelica (1498-1567) dit Sampiero Corso, capitaine puis colonel au service d’Henri III, et de Vannina d'Ornano (1516-1563).

## Guerres en Corse
Alphonse d'Ornano passe sa jeunesse en France, avec sa mère Vannina. En 1566, il arrive en Corse pour aider son père dans son combat contre les Génois. Celui-ci le nomme colonel et capitaine général de sa cavalerie. En 1567, il est avec son père lorsque celui-ci tombe dans une embuscade tendue par les Génois avec la complicité de l’un de ses lieutenants, Vittolo, dont le nom sera longtemps honni en Corse, synonyme de traître[réf. nécessaire], sous les coups acharnés de Corses ralliés et des cousins de son épouse Vannina, qu’il a assassinée en 1563 alors qu’elle s’apprêtait à gagner Gênes avec une grande partie de la fortune maritale.
Âgé de dix-huit ans, Alfonso d’Ornano – il avait pris le nom de sa mère – reprend la lutte pendant deux ans après avoir été proclamé chef. La campagne tourne court. Alfonso recherche les moyens de négocier une paix avec Gênes et de se retirer en France avec ses compagnons. Grâce à l’intermédiaire de la France, il quitte définitivement la Corse en 1569 avec trois cents fidèles pour servir la Couronne et lève un régiment à son nom.

## Carrière en France
Alphonse d'Ornano s’établit dans le royaume où il obtient la naturalisation et la faculté pour tous les Corses désireux de s’y fixer de demeurer en France. En 1574, son fief lui est restitué par les Génois. Il reçoit du Sénat de Gênes l'autorisation de lever un millier d'hommes dans l’île ; il met ce régiment au service de la France.
Il se marie le 2 juin 1576 à Marseille avec Marguerite Louise de Pontevès, de la famille des comtes de Carcès. De cette union devaient naître sept enfants.
Au début de la guerre de la Ligue, il fait partie des très rares officiers à rester fidèles à Henri III. À la mort du roi, il combat pendant les troubles de la Ligue en Lyonnais et en Dauphiné (1588-1598) contre la Ligue et le duc de Savoie.
Devenu colonel, Alphonse d'Ornano est nommé gouverneur d’Aix-en-Provence en 1578, gouverneur de l'île de Porquerolles, en 1580.
En 1584 il est nommé colonel-général des bandes corses et guerroie en Provence. Il intervient en 1587 dans le Dauphiné contre les réformés commandés par Lesdiguières et les bat au cours de la bataille de Jarrie. À la mort de Maugiron, il est nommé lieutenant général pour le roi dans la province du Dauphiné (1589). Il va alors s'allier avec Lesdiguières pour lutter contre le duc de Nemours, gouverneur de Lyon et favorable à la Ligue.
Pour ses actions, il est élevé en 1595 à la dignité de maréchal de France par Henri IV ; puis il est fait chevalier du Saint-Esprit le 5 janvier 1597. Il transmet en 1597 sa charge de colonel-général des Corses à son fils, Jean-Baptiste d'Ornano. Lesdiguières lui succède comme lieutenant général pour le roi dans la province du Dauphiné.
Il fait campagne en Catalogne en 1596. Dans la nuit du 18 août 1597 il tente de s'emparer de Perpignan par surprise mais échoue.
Il est ensuite nommé lieutenant du roi en Guyenne à la suite du maréchal de Matignon (1599).
Il est élu maire de Bordeaux. En 1604, il prend en charge la construction d'un temple protestant à Bègles et s'illustre lors de sa lutte contre la peste.
Il meurt à Paris, le 21 janvier 1610, à la suite d'une infection contractée lors d'une opération de la maladie de la pierre (lithiase vésicale). Son calcul urinaire est conservé au Musée de l'Armée.

## Descendance

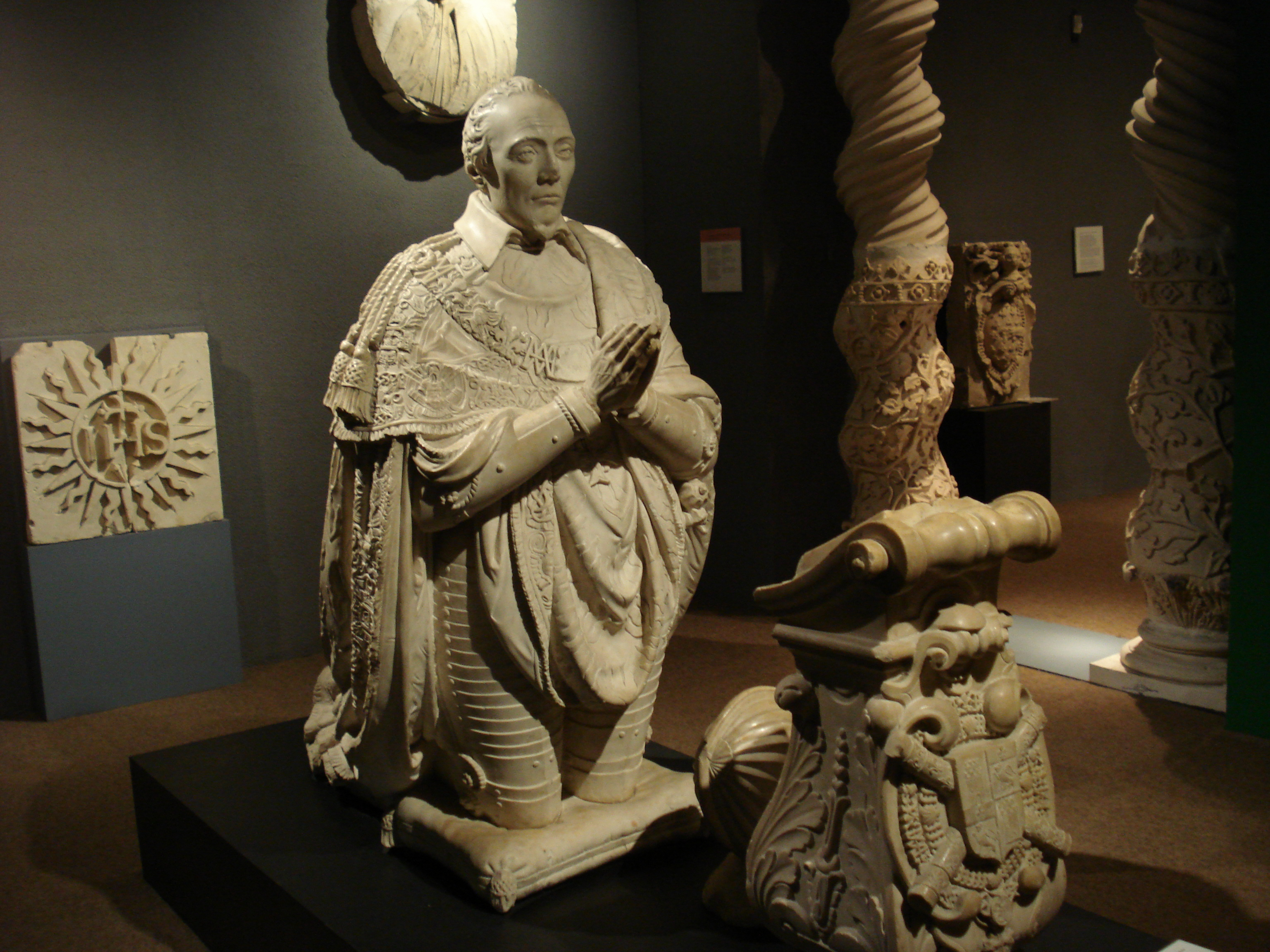
Statue d'Alphonse d'Ornano à Bordeaux

- Jean-Baptiste (1581-1626 ; sans postérité), aussi maréchal de France
- Henri François Alphonse (1590-† en 1622 tué devant Montpellier[5]), seigneur de Mazargues, colonel du régiment d'Ornano, premier écuyer de Gaston d'Orléans, mestre de camp du régiment de l'Altesse, marié en 1615 à Marguerite de Modène de Montlor/de Montlaur (à Mayres et Coucouron), dame d'Aubenas et de Maubec : 
  - leur fille Anne d'Ornano épousera François-Louis de Lorraine-Elbeuf, comte d'Harcourt ;
  - ils sont également connus pour être, par leur fille Marguerite d'Ornano, dame de Mazargues, les grands-parents du comte de Grignan, mari de Françoise, la fille de la marquise de Sévigné.
- Pierre (1593–1649), épouse Hilaire, fille (plutôt que sœur comme dit le chevalier de Courcelles : Histoire des Pairs de France, t. IV, p. 23, 1824) d'Hector de Lup(p)é, baron de Tingros et d'Arblade (-le-Haut et/ou -le-Bas), seigneur de Sansac (Sansacq ?) et de St-Martin (St-Martin ?)
- Joseph-Charles (1592-1670), épouse Charlotte Perdriel, dame de Baubigny (cf. les sites Lemarois et Racines&Histoire, p. 5)
- Anne : épouse d'Antoine de Beauvoir, seigneur de Saint-Just
- Louise : épouse de Thomas de Lenche (Linche) (cf. les articles Thomas et Bastion de France), seigneur de Moissac
- Madeleine : épouse de Pierre d’Esparbès, seigneur de Lussan.

Malgré une descendance par voie féminine son nom s'éteint en 1674.

## Armoiries
| Figure | Nom du prince et blasonnement |
|        | Écartelé: aux 1 et 4, de gueules, à la tour donjonnée d'or maçonnée de sable; aux 2 et 3, d'or au lion de gueules, au chef d'azur chargé d'une fleur-de-lis d'or. |

## Hommages
- A Bordeaux :
  - rue d'Ornano
  - Quartier Ornano